# World Cleanup Day
World Cleanup Day is een jaarlijkse wereldwijde burgeractie om het probleem van zwerfvuil aan te pakken door het organiseren van opruimacties. Het initiatief tot de World Cleanup Day is afkomstig uit Estland: op 3 mei 2008 werd onder het motto Let’s do it 2008 (in het Estisch: “Teeme ära 2008”) een grootscheepse opruimactie georganiseerd. Meer dan 50.000 Esten namen deel aan het opruimen van zwerfvuil in het hele land. De actie mondde uit in de beweging Let’s do it! World, waaruit dan het initiatief tot de World Cleanup Day groeide.
De eerste WCD werd gehouden op 15 september 2018, waarbij zich 18 miljoen vrijwilligers over 157 landen registreerden. De tweede WCD werd op 21 september 2019 gehouden, met 20 miljoen vrijwilligers uit 180 landen.
World Cleanup Day wordt ondersteund door plaatselijke verenigingen, zoals de vzw Junior Chamber International (JCI) in België, of de Plastic Soup Foundation in Nederland.